# Zuidwestelijke polder of Tichelwerkspolder
De Zuidwestelijke polder of Tichelwerkspolder is een voormalig waterschap in de Nederlandse provincie Groningen.
De polder lag ten zuidwesten van Bedum (vandaar de naam), tussen het Boterdiep en de Wolddijk. De noordgrens lag zo'n 400 m ten zuiden van de Oude Dijk. De zuidgrens lag op de Munnikeweg en het verlengde daarvan tot het Boterdiep. De molen stond op de plek waar tegenwoordig het gemaal Alma staat, aan de Industrieweg in Bedum.
Waterstaatkundig gezien ligt het gebied sinds 1995 binnen dat van het waterschap Noorderzijlvest.

## Naam
De naam Tichelwerkspolder slaat op de steenfabriek (tichelwerk) die in deze polder stond en zijn klei uit het gebied betrok.

## Bemaling weduwe Tilma
In 1914 kreeg J. Tilma vergunning voor een onderbemaling van afgeticheld land en een onderleider onder de watergang langs de Noordwolderweg. De bemaling sloeg uit op het Boterdiep en heeft zeker tot 1967 gefunctioneerd. De bemaling stond bekend onder de naam bemaling weduwe Tilma.